# Nuoto artistico ai campionati mondiali di nuoto 2019 - Squadre (highlight)
La gara del nuoto artistico - squadre highlight dei campionati mondiali di nuoto 2019 è stata disputata il 15 luglio presso il ginnasio Yeomju di Gwangju. La gara, alla quale hanno preso parte 8 squadre nazionali, si è svolta in un turno unico.
La competizione è stata vinta dalla squadra ucraina, mentre l'argento e il bronzo sono andati alla squadra italiana e a quella spagnola.

## Programma
| Data           | Ora (UTC+9) | Turno  |
| -------------- | ----------- | ------ |
| 15 luglio 2019 | 19:00       | Finale |

## Risultati
| Pos. | Nazione    | Finale  |
| Pos. | Nazione    | Punti   |
| ---- | ---------- | ------- |
| 1    | Ucraina    | 94,5000 |
| 2    | Italia     | 91,7333 |
| 3    | Spagna     | 91,1333 |
| 4    | Canada     | 89,9333 |
| 5    | Francia    | 87,2000 |
| 6    | Israele    | 83,7000 |
| 7    | Ungheria   | 77,5667 |
| 8    | Thailandia | 71,1333 |